# Viaggio nella Chiesa di Francesco
Viaggio nella Chiesa di Francesco è un programma televisivo italiano prodotto da Rai Vaticano che va in onda dal 2017. Il programma va in onda in terza serata.

## Il programma
Il programma si occupa di raccontare il cambiamento della Chiesa e della società con la “rivoluzione spirituale” ad opera di Papa Francesco, proponendo storie, approfondimenti e punti di vista che riguardano i credenti e i non credenti.

## Episodi
| Episodio | Data messa in onda | Ascolti        | Ascolti |
| Episodio | Data messa in onda | Telespettatori | Share   |
| -------- | ------------------ | -------------- | ------- |
| 1        | 30 gennaio 2017    | -              | -       |
| 2        | 6 febbraio 2017    | -              | -       |
| 3        | 27 febbraio 2017   | -              | -       |
| 4        | 24 aprile 2017     | -              | -       |
| 5        | 30 maggio 2017     | -              | -       |
| 6        | 26 giugno 2017     | -              | -       |
| 7        | 31 luglio 2017     | -              | -       |
| 8        | 28 agosto 2017     | -              | -       |
| 9        | 25 settembre 2017  | -              | -       |
| 10       | 29 ottobre 2017    | -              | -       |
| 11       | 26 novembre 2017   | -              | -       |
| 12       | 24 dicembre 2017   | 1.141.000      | 8,6%    |
| 13       | 29 gennaio 2018    | -              | -       |
| 14       | 26 febbraio 2018   | -              | -       |
| 15       | 26 marzo 2018      | -              | -       |
| 16       | 30 aprile 2018     | -              | -       |
| 17       | 28 maggio 2018     | -              | -       |
| 18       | 25 giugno 2018     | -              | -       |
| 19       | 30 luglio 2018     | -              | -       |
| 20       | 27 agosto 2018     | -              | -       |
| 21       | 24 settembre 2018  | -              | -       |
| 22       | 29 ottobre 2018    | -              | -       |
| 23       |                    |                |         |
| 24       |                    |                |         |
| 25       |                    |                |         |
| 26       |                    |                |         |
| 27       |                    |                |         |
| 28       |                    |                |         |
| 29       |                    |                |         |
| 30       |                    |                |         |
| 31       |                    |                |         |
| 32       |                    |                |         |
| 33       |                    |                |         |
| 34       |                    |                |         |
| 35       |                    |                |         |
| 36       |                    |                |         |
| 37       |                    |                |         |
| 38       |                    |                |         |
| 39       |                    |                |         |
| 40       |                    |                |         |
| Media    |                    |                |         |

## Puntate speciali
Il programma va spesso in onda con speciali in seconda serata.
| Puntata | Titolo                                            | Messa in onda     | Ascolti        | Ascolti |
| Puntata | Titolo                                            | Messa in onda     | Telespettatori | Share   |
| ------- | ------------------------------------------------- | ----------------- | -------------- | ------- |
| 1       | La Notte di Natale                                | 24 dicembre 2016  | 1.022.000      | 7,7%    |
| 2       | Venerdì Santo                                     | 14 aprile 2017    | 1.775.000      | 9,2%    |
| 3       | La situazione in Terrasanta                       | 2 gennaio 2018    | -              | -       |
| 4       | Cinque anni con Francesco                         | 5 marzo 2018      | 603.000        | 5,9%    |
| 5       | Le croci del mondo                                | 30 marzo 2018     | 2.102.000      | 10,4%   |
| 6       | Il tempo delle donne                              | 13 maggio 2018    | -              | -       |
| 7       | Francesco e i cercatori del futuro                | 10 luglio 2018    | -              | -       |
| 8       | Venezia, Ginevra, Selinunte: i giorni del dialogo | 20 agosto 2018    | -              | -       |
| 9       | Papa Paolo VI: attualità di un santo              | 10 settembre 2018 | -              | -       |
| 10      | Ricominciare da Padre Pio                         | 23 settembre 2018 | -              | -       |